# Attheyella ussuriensis
Attheyella ussuriensis är en kräftdjursart som beskrevs av Rylov 1933. Attheyella ussuriensis ingår i släktet Attheyella och familjen Canthocamptidae. Inga underarter finns listade i Catalogue of Life.